# Contea di Ashtabula
Ashtabula è una contea dell'area nord-orientale dello Stato dell'Ohio negli Stati Uniti.

## Geografia fisica
La contea è bagnata a nord dal lago Erie. La contea copre una superficie di 3544 km² (di cui oltre il 48% è rappresentato da acque) è la più estesa dello Stato. Il territorio è prevalentemente pianeggiante. Al confine sud-orientale è situato il grande lago artificiale della Pymatung Reservoir che si è formato nel 1932 in seguito alla sbarramento con una diga del fiume Shenango in Pennsylvania. Nell'area nord-orientale scorre il Conneaut Creek che sfocia nel lago Erie. L'area centrale è drenata dal fiume Ashtabula un altro immissario del lago Erie alla cui foce è situata la città portuale Ashtabula. Nell'area occidentale scorre il fiume Grand, dapprima verso nord e poi verso ovest.

### Contee confinanti
- Contea di Elgin (Ontario, Canada) - nord
- Contea di Erie (Pennsylvania) - nord-est
- Contea di Crawford (Pennsylvania) - est
- Contea di Trumbull - sud
- Contea di Geauga - sud-ovest
- Contea di Lake - ovest

## Storia
La contea fu istituita nel 1808 su territori che fino ad allora avevano fatto parte delle contee di Trumbull e Geauga. Il nome deriva da una parola degli indiani irochesi che significa "fiume ricco di pesce".
Le città di Ashtabula e Jefferson furono fondate nel 1803 e furono importanti località lungo la cosiddetta "Underground Railway", la rete di passaggi segreti che permetteva agli schiavi fuggiaschi degli Stati del sud di raggiungere luoghi sicuri come il Canada con l'aiuto degli abolistionisti.

## Comuni

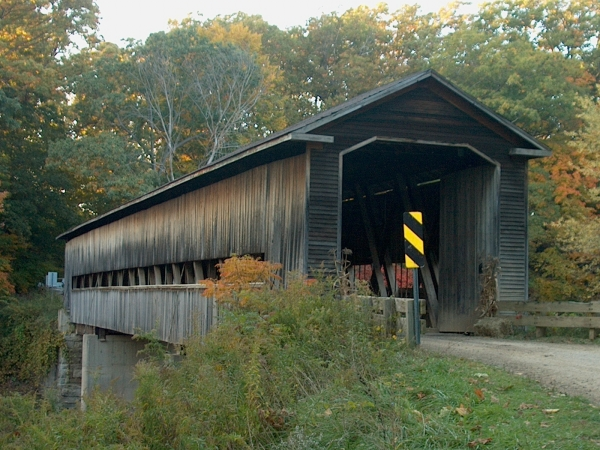
Il ponte coperto che scavalca il Conneaut Creek a Conneaut. È uno dei 16 ponti coperti della contea.

Cities 
- Ashtabula
- Conneaut
- Geneva

 Villages 
- Andover
- Geneva-on-the-Lake
- Jefferson (capoluogo)
- North Kingsville
- Orwell
- Roaming Shores
- Rock Creek
- Edgewood

 Townships 
- Andover
- Ashtabula
- Austinburg
- Cherry Valley
- Colebrook
- Denmark
- Dorset
- Geneva
- Harpersfield

- Hartsgrove
- Jefferson
- Kingsville
- Lenox
- Monroe
- Morgan
- New Lyme
- Orwell
- Pierpont

- Plymouth
- Richmond
- Rome
- Saybrook
- Sheffield
- Trumbull
- Wayne
- Williamsfield
- Windsor

 Census-designated place 
- Austinburg
- Edgewood

 Aree non incorporate 
- Dorset
- Eagleville
- Footville
- Kelloggsville
- Kingsville
- Pierpont
- Unionville
- Williamsfield
- Windsor